# 로셀라 폴크

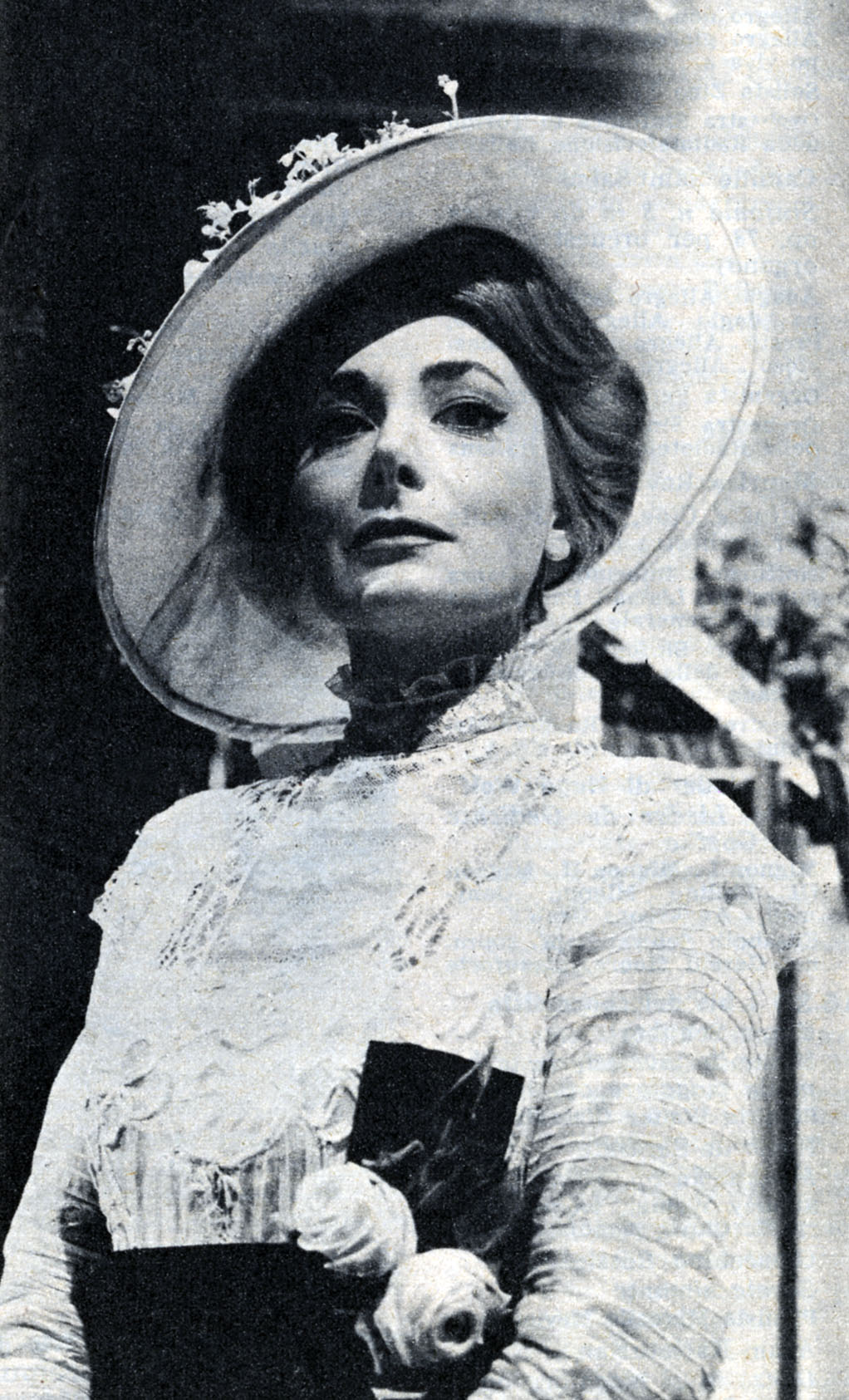

로셀라 폴크(Rossella Falk, 1926년 11월 10일 ~ 2013년 5월 5일)는 이탈리아의 배우, 연극 배우이다.
로마에서 태어났으며 로마에서 사망하였다.

## 영화
- 슬립리스 (2001년)
- 라일라 클레어의 전설 (1968년) - 로셀라 역
- 여자 007 모디스티 (1966년)
- 작가를 찾는 여섯 명의 등장인물 (1965년)
- 8과 1/2 (1963년)